# EPrix de Dariya 2019

L'ePrix de Dariya 2019 (2019 FIA Formula E Saudia Diriyah E-Prix), disputé les 22 et 23 novembre 2019 sur le circuit urbain de Dariya, sont les 59e et 60e manches de l'histoire du championnat de Formule E FIA. Il s'agit de la deuxième et de la troisième édition de l'ePrix de Dariya comptant pour le championnat de Formule E et des deux premières manches du championnat 2019-2020.

## Première manche
GP précédent GP suivant

### Essais libres

#### Première séance
| Pos. | Pilote                 | Voiture       | Chrono         | Écart     |
| ---- | ---------------------- | ------------- | -------------- | --------- |
| 1    | Robin Frijns           | Virgin-Audi   | 1 min 16 s 137 |           |
| 2    | Nico Müller            | Dragon-Penske | 1 min 17 s 401 | + 1 s 264 |
| 3    | Sam Bird               | Virgin-Audi   | 1 min 17 s 561 | + 1 s 424 |
| 4    | Stoffel Vandoorne      | Mercedes      | 1 min 17 s 693 | + 1 s 556 |
| 5    | Sébastien Buemi        | e.dams-Nissan | 1 min 17 s 847 | + 1 s 710 |
| 6    | António Félix da Costa | Techeetah-DS  | 1 min 17 s 996 | + 1 s 859 |

#### Deuxième séance
| Pos. | Pilote                 | Voiture          | Chrono         | Écart     |
| ---- | ---------------------- | ---------------- | -------------- | --------- |
| 1    | Sam Bird               | Virgin-Audi      | 1 min 14 s 353 |           |
| 2    | António Félix da Costa | Techeetah-DS     | 1 min 15 s 147 | + 0 s 794 |
| 3    | Edoardo Mortara        | Venturi-Mercedes | 1 min 15 s 302 | + 0 s 949 |
| 4    | Sébastien Buemi        | e.dams-Nissan    | 1 min 15 s 329 | + 0 s 976 |
| 5    | Oliver Rowland         | e.dams-Nissan    | 1 min 15 s 430 | + 1 s 077 |
| 6    | Daniel Abt             | Audi             | 1 min 15 s 446 | + 1 s 093 |

### Qualifications
| Pos. | Pilote                 | Écurie           | Groupe de qualification | Super pole     | Grille |
| ---- | ---------------------- | ---------------- | ----------------------- | -------------- | ------ |
| 1    | Alexander Sims         | Andretti-BMW     | 1 min 15 s 255          | 1 min 14 s 563 | 1      |
| 2    | Stoffel Vandoorne      | Mercedes         | 1 min 15 s 151          | 1 min 14 s 839 | 2      |
| 3    | Nyck de Vries          | Mercedes         | 1 min 15 s 027          | 1 min 14 s 929 | 3      |
| 4    | Edoardo Mortara        | Venturi-Mercedes | 1 min 15 s 254          | 1 min 15 s 131 | 4      |
| 5    | Sam Bird               | Virgin-Audi      | 1 min 14 s 946          | 1 min 15 s 350 | 5      |
| 6    | Jérôme d'Ambrosio      | Mahindra         | 1 min 15 s 273          | 1 min 15 s 539 | 6      |
| 7    | André Lotterer         | Porsche          | 1 min 15 s 518          |                | 7      |
| 8    | Oliver Rowland         | e.dams-Nissan    | 1 min 15 s 653          |                | 8      |
| 9    | Maximilian Günther     | Andretti-BMW     | 1 min 15 s 680          |                | 9      |
| 10   | Oliver Turvey          | NIO              | 1 min 16 s 018          |                | 10     |
| 11   | Jean-Éric Vergne       | Techeetah-DS     | 1 min 16 s 129          |                | 11     |
| 12   | Robin Frijns           | Virgin-Audi      | 1 min 16 s 200          |                | 12     |
| 13   | Pascal Wehrlein        | Mahindra         | 1 min 16 s 200          |                | 13     |
| 14   | Sébastien Buemi        | e.dams-Nissan    | 1 min 16 s 243          |                | 14     |
| 15   | Daniel Abt             | Audi             | 1 min 16 s 264          |                | 15     |
| 16   | Mitch Evans            | Jaguar           | 1 min 16 s 532          |                | 16     |
| 17   | Felipe Massa           | Venturi-Mercedes | 1 min 16 s 583          |                | 17     |
| 18   | Brendon Hartley        | Dragon-Penske    | 1 min 17 s 074          |                | 18     |
| 19   | Lucas di Grassi        | Audi             | 1 min 17 s 213          |                | 19     |
| 20   | Neel Jani              | Porsche          | 1 min 17 s 745          |                | 20     |
| 21   | António Félix da Costa | Techeetah-DS     | 1 min 18 s 613          |                | 21     |
| 22   | Ma Qing Hua            | NIO              | 1 min 21 s 701          |                | 22     |
| 23   | Nico Müller            | Dragon-Penske    | 1 min 23 s 017          |                | 23     |
| 24   | James Calado           | Jaguar           | 1 min 23 s 792          |                | 24     |

- Nico Müller et James Calado sont disqualifiés des qualifications pour avoir dérogé à la réglementation du parc fermé, afin de faire réparer leurs monoplaces.

### Course

#### Classement
| Pos. | no | Pilote                 | Écurie           | Tours | Temps/Abandon   | Grille | Points |
| ---- | -- | ---------------------- | ---------------- | ----- | --------------- | ------ | ------ |
| 1    | 2  | Sam Bird               | Virgin-Audi      | 34    | 46 min 17 s 371 | 5      | 28     |
| 2    | 36 | André Lotterer         | Porsche          | 34    | + 1 s 319       | 7      | 18     |
| 3    | 5  | Stoffel Vandoorne      | Mercedes         | 34    | + 1 s 672       | 2      | 15     |
| 4    | 22 | Oliver Rowland         | e.dams-Nissan    | 34    | + 1 s 944       | 8      | 12     |
| 5    | 4  | Robin Frijns           | Virgin-Audi      | 34    | + 3 s 983       | 12     | 10     |
| 6    | 17 | Nyck de Vries          | Mercedes         | 34    | + 4 s 560       | 3      | 8      |
| 7    | 48 | Edoardo Mortara        | Venturi-Mercedes | 34    | + 5 s 122       | 4      | 6      |
| 8    | 27 | Alexander Sims         | Andretti-BMW     | 34    | + 5 s 715       | 1      | 7      |
| 9    | 64 | Jérôme d'Ambrosio      | Mahindra         | 34    | + 6 s 628       | 6      | 2      |
| 10   | 20 | Mitch Evans            | Jaguar           | 34    | + 7 s 048       | 16     | 2      |
| 11   | 94 | Pascal Wehrlein        | Mahindra         | 34    | + 7 s 460       | 13     |        |
| 12   | 19 | Felipe Massa           | Venturi-Mercedes | 34    | + 8 s 166       | 17     |        |
| 13   | 11 | Lucas di Grassi        | Audi             | 34    | + 8 s 404       | 19     |        |
| 14   | 13 | António Félix da Costa | Techeetah-DS     | 34    | + 8 s 853       | 21     |        |
| 15   | 3  | Oliver Turvey          | NIO              | 34    | + 10 s 172      | 10     |        |
| 16   | 51 | James Calado           | Jaguar           | 34    | + 11 s 572      | 24     |        |
| 17   | 18 | Neel Jani              | Porsche          | 34    | + 15 s 429      | 20     |        |
| 18   | 28 | Maximilian Günther     | Andretti-BMW     | 34    | + 25 s 662      | 8      |        |
| 19   | 6  | Brendon Hartley        | Dragon-Penske    | 34    | + 52 s 219      | 18     |        |
| 20   | 33 | Ma Qing Hua            | NIO              | 33    | + 1 tour        | 22     |        |
| Abd. | 66 | Daniel Abt             | Audi             | 29    | Accident        | 15     |        |
| Abd. | 25 | Jean-Éric Vergne       | Techeetah-DS     | 21    | Pilotage        | 11     |        |
| Abd. | 23 | Sébastien Buemi        | e.dams-Nissan    | 3     | Mécanique       | 14     |        |
| Np.  | 7  | Nico Müller            | Dragon-Penske    | 0     | Non partant     | 23     |        |

- Stoffel Vandoorne, António Félix da Costa, Sébastien Buemi, André Lotterer et Nyck de Vries ont été désignés par un vote en ligne pour obtenir le fanboost, qui leur permet de bénéficier de 25 kW supplémentaires pendant cinq secondes lors de la deuxième moitié de la course.

#### Pole position et record du tour
La pole position et le meilleur tour en course rapportent respectivement 3 points et 1 point.
- Pole position :  Alexander Sims (Andretti-BMW) en 1 min 14 s 563.
- Meilleur tour en course :  Daniel Abt (Audi) en 1 min 13 s 742 au 22e tour.

#### Tours en tête
- Alexander Sims (Andretti-BMW) : 22 tours (1-22)
- Stoffel Vandoorne (Mercedes) : 4 tours (23-26)
- Sam Bird (Virgin-Audi) : 8 tours (27-34)

## Deuxième manche
GP précédent GP suivant

### Essais libres
| Pos. | Pilote                 | Voiture       | Chrono         | Écart     |
| ---- | ---------------------- | ------------- | -------------- | --------- |
| 1    | António Félix da Costa | Techeetah-DS  | 1 min 11 s 084 |           |
| 2    | Sam Bird               | Virgin-Audi   | 1 min 11 s 106 | + 0 s 022 |
| 3    | Alexander Sims         | Andretti-BMW  | 1 min 11 s 177 | + 0 s 093 |
| 4    | Oliver Rowland         | e.dams-Nissan | 1 min 11 s 493 | + 0 s 409 |
| 5    | Pascal Wehrlein        | Mahindra      | 1 min 11 s 523 | + 0 s 439 |
| 6    | Robin Frijns           | Virgin-Audi   | 1 min 11 s 608 | + 0 s 524 |

### Qualifications
| Pos. | Pilote                 | Écurie           | Groupe de qualification | Super pole     | Grille |
| ---- | ---------------------- | ---------------- | ----------------------- | -------------- | ------ |
| 1    | Alexander Sims         | Andretti-BMW     | 1 min 11 s 858          | 1 min 11 s 476 | 1      |
| 2    | Sébastien Buemi        | e.dams-Nissan    | 1 min 11 s 774          | 1 min 11 s 696 | 2      |
| 3    | Lucas di Grassi        | Audi             | 1 min 11 s 939          | 1 min 11 s 784 | 3      |
| 4    | Jérôme d'Ambrosio      | Mahindra         | 1 min 11 s 835          | 1 min 12 s 093 | 4      |
| 5    | António Félix da Costa | Techeetah-DS     | 1 min 11 s 418          | 1 min 14 s 134 | 5      |
| 6    | Mitch Evans            | Jaguar           | 1 min 11 s 972          | Pas de temps   | 6      |
| 7    | Sam Bird               | Virgin-Audi      | 1 min 12 s 007          |                | 7      |
| 8    | Edoardo Mortara        | Venturi-Mercedes | 1 min 12 s 008          |                | 8      |
| 9    | Maximilian Günther     | Andretti-BMW     | 1 min 12 s 051          |                | 9      |
| 10   | André Lotterer         | Porsche          | 1 min 12 s 153          |                | 10     |
| 11   | Jean-Éric Vergne       | Techeetah-DS     | 1 min 12 s 327          |                | 24     |
| 12   | Stoffel Vandoorne      | Mercedes         | 1 min 12 s 422          |                | 11     |
| 13   | Robin Frijns           | Virgin-Audi      | 1 min 12 s 454          |                | 12     |
| 14   | Pascal Wehrlein        | Mahindra         | 1 min 12 s 635          |                | 13     |
| 15   | Daniel Abt             | Audi             | 1 min 12 s 642          |                | 14     |
| 16   | Felipe Massa           | Venturi-Mercedes | 1 min 12 s 656          |                | 15     |
| 17   | Oliver Rowland         | e.dams-Nissan    | 1 min 12 s 660          |                | 16     |
| 18   | Oliver Turvey          | NIO              | 1 min 12 s 671          |                | 17     |
| 19   | Neel Jani              | Porsche          | 1 min 12 s 732          |                | 18     |
| 20   | Brendon Hartley        | Dragon-Penske    | 1 min 13 s 182          |                | 19     |
| 21   | Ma Qing Hua            | NIO              | 1 min 13 s 205          |                | 20     |
| 22   | James Calado           | Jaguar           | 1 min 13 s 430          |                | 21     |
| 23   | Nico Müller            | Dragon-Penske    | 1 min 13 s 703          |                | 22     |
| 24   | Nyck de Vries          | Mercedes         | 1 min 14 s 082          |                | 23     |

- Jean-Éric Vergne a écopé de 20 places de pénalité sur la grille en raison du remplacement de sa batterie. Ne pouvant être rétrogradé que de treize places, il a également écopé d'un drive-through en début de course.

### Course

#### Classement
| Pos. | no | Pilote                 | Écurie           | Tours | Temps/Abandon                    | Grille | Points |
| ---- | -- | ---------------------- | ---------------- | ----- | -------------------------------- | ------ | ------ |
| 1    | 27 | Alexander Sims         | Andretti-BMW     | 30    | 46 min 48 s 327                  | 1      | 28     |
| 2    | 11 | Lucas di Grassi        | Audi             | 30    | + 2 s 817                        | 3      | 18     |
| 3    | 5  | Stoffel Vandoorne      | Mercedes         | 30    | + 3 s 581                        | 11     | 15     |
| 4    | 48 | Edoardo Mortara        | Venturi-Mercedes | 30    | + 4 s 294                        | 8      | 12     |
| 5    | 22 | Oliver Rowland         | e.dams-Nissan    | 30    | + 5 s 475                        | 16     | 10     |
| 6    | 66 | Daniel Abt             | Audi             | 30    | + 16 s 942                       | 14     | 8      |
| 7    | 51 | James Calado           | Jaguar           | 30    | + 17 s 221                       | 21     | 6      |
| 8    | 25 | Jean-Éric Vergne       | Techeetah-DS     | 30    | + 19 s 394                       | 24     | 4      |
| 9    | 6  | Brendon Hartley        | Dragon-Penske    | 30    | + 20 s 702                       | 19     | 2      |
| 10   | 13 | António Félix da Costa | Techeetah-DS     | 30    | + 22 s 634                       | 5      | 3      |
| 11   | 28 | Maximilian Günther     | Andretti-BMW     | 30    | + 25 s 383                       | 9      |        |
| 12   | 23 | Sébastien Buemi        | e.dams-Nissan    | 30    | + 26 s 291                       | 2      |        |
| 13   | 18 | Neel Jani              | Porsche          | 30    | + 27 s 493                       | 18     |        |
| 14   | 36 | André Lotterer         | Porsche          | 30    | + 29 s 046                       | 10     |        |
| 15   | 94 | Pascal Wehrlein        | Mahindra         | 30    | + 35 s 290                       | 13     |        |
| 16   | 17 | Nyck de Vries          | Mercedes         | 30    | + 36 s 318                       | 23     |        |
| 17   | 19 | Felipe Massa           | Venturi-Mercedes | 30    | + 45 s 758                       | 15     |        |
| 18   | 20 | Mitch Evans            | Jaguar           | 30    | + 1 min 01 s 105                 | 6      |        |
| 19   | 33 | Ma Qing Hua            | NIO              | 30    | + 1 min 28 s 165                 | 20     |        |
| Abd. | 7  | Nico Müller            | Dragon-Penske    | 28    | Crevaison                        | 22     |        |
| Abd. | 4  | Robin Frijns           | Virgin-Audi      | 18    | Accident                         | 12     |        |
| Abd. | 2  | Sam Bird               | Virgin-Audi      | 13    | Accident                         | 7      |        |
| Np.  | 64 | Jérôme d'Ambrosio      | Mahindra         | 0     | Non partant                      | 4      |        |
| Dsq. | 3  | Oliver Turvey          | NIO              | 30    | Consommation d'énergie excessive | 17     |        |

- Stoffel Vandoorne, António Félix da Costa, Sébastien Buemi, André Lotterer et Nyck de Vries ont été désignés par un vote en ligne pour obtenir le fanboost, qui leur permet de bénéficier de 25 kW supplémentaires pendant cinq secondes lors de la deuxième moitié de la course.

#### Pole position et record du tour
La pole position et le meilleur tour en course rapportent respectivement 3 points et 1 point.
- Pole position :  Alexander Sims (Andretti-BMW) en 1 min 11 s 479.
- Meilleur tour en course :  António Félix da Costa (Techeetah-DS) en 1 min 12 s 481 au 30e tour.

#### Tours en tête
- Alexander Sims (Andretti-BMW) : 30 tours (1-30)

## Classements généraux à l'issue de l'ePrix de Dariya
| Pos. | Pilote                 | Points |
| ---- | ---------------------- | ------ |
| 1    | Alexander Sims         | 35     |
| 2    | Stoffel Vandoorne      | 30     |
| 3    | Sam Bird               | 26     |
| 4    | Oliver Rowland         | 22     |
| 5    | Lucas di Grassi        | 18     |
| 6    | André Lotterer         | 18     |
| 7    | Edoardo Mortara        | 18     |
| 8    | Robin Frijns           | 10     |
| 9    | Nyck de Vries          | 8      |
| 10   | Daniel Abt             | 8      |
| 11   | James Calado           | 6      |
| 12   | Jean-Éric Vergne       | 4      |
| 13   | António Félix da Costa | 3      |
| 14   | Brendon Hartley        | 2      |
| 15   | Jérôme d'Ambrosio      | 2      |
| 16   | Mitch Evans            | 2      |

| Pos. | Écurie           | Points |
| ---- | ---------------- | ------ |
| 1    | Mercedes         | 38     |
| 2    | Virgin-Audi      | 36     |
| 3    | Andretti-BMW     | 35     |
| 4    | Audi             | 26     |
| 5    | e.dams-Nissan    | 22     |
| 6    | Porsche          | 18     |
| 7    | Venturi-Mercedes | 18     |
| 8    | Jaguar           | 8      |
| 9    | Techeetah-DS     | 7      |
| 10   | Mahindra         | 2      |
| 11   | Dragon-Penske    | 2      |